# Železniční trať Golmud–Lhasa
Železniční trať Golmud–Lhasa spojuje hlavní město Tibetské autonomní oblasti, Lhasu, se zbytkem Čínské lidové republiky. Oficiální název je trať Qingzang, tedy trať spojující provincii Čching-chaj (Qinghai) s Tibetem, čínsky Si-cang (Xizang).
Je dlouhá 1 956 km, prochází mnohými horskými průsmyky (nejvyšší Thang-la se nachází ve výšce 5 068 m.), tunely (nejdelší měří 4,264 km a 1,338 km dlouhý tunel Feng-chuo-šan v nadmořské výšce 4 905 m je nejvýše položeným tunelem na světě) i po mnoha mostech (celkem 675 mostů). Její výstavba započala v roce 2001 a trvala pět let. Železnice má oficiálně sloužit k rozvoji Tibetu, je však také kritizována; mnozí namítají, že bude sloužit k prosazování moci ČLR a k přílivu dalších Číňanů do oblasti.
Mezi Golmudem a Lhasou je 44 stanic a výstavba dalších 13 byla plánována. Z uvedených 44 stanic je 38 neobsazených. Devět stanic je vyhlídkových.
Oficiální zpráva uvádí, že ve vlaku 28. srpna 2006 zemřel první pasažér – 75letý muž z Hongkongu, který měl údajně srdeční potíže již ve Lhase.
Každou soupravu táhnou tři motorové lokomotivy vyrobené firmou General Electric v Pensylvánii. Vlak je plně klimatizovaný a jezdí rychlostí 100 km/hod.

## Výstavba trati
Již od obsazení Tibetu Čínskou lidovou republikou na začátku 50. let 20. století snila Ústřední vláda Čínské lidové republiky o vybudování železnice, která by nové území spadající pod vládu Pekingu spojila s čínským vnitrozemím. Byla vyslána výprava odborníků, kteří měli prozkoumat možnost takovou dráhu vybudovat, vzhledem k nedostatku vhodných technologií a peněz však z plánu sešlo.
Výstavba se mohla uskutečnit právě až v době velkého ekonomického růstu země, neboť byla technicky velmi náročná (v horách a ve vysokých nadmořských výškách). Na celé stavbě pracovalo přes 200 000 dělníků. Slavnostní otevření trati se konalo 1. června 2006 za účasti prezidenta republiky. Celkové náklady na stavbu se vyšplhaly na 3,68 miliardy USD.

### Plány na prodloužení
Čínská vláda počítá s další výstavbou železnic na Tibetské náhorní plošině. Prvním dokončeným prodloužením je železnice ze Lhasy do Žikace. Do roku 2020 počítá vláda s tratí přes Ňingthri do Jün-nanu.